# Chinezen in Costa Rica

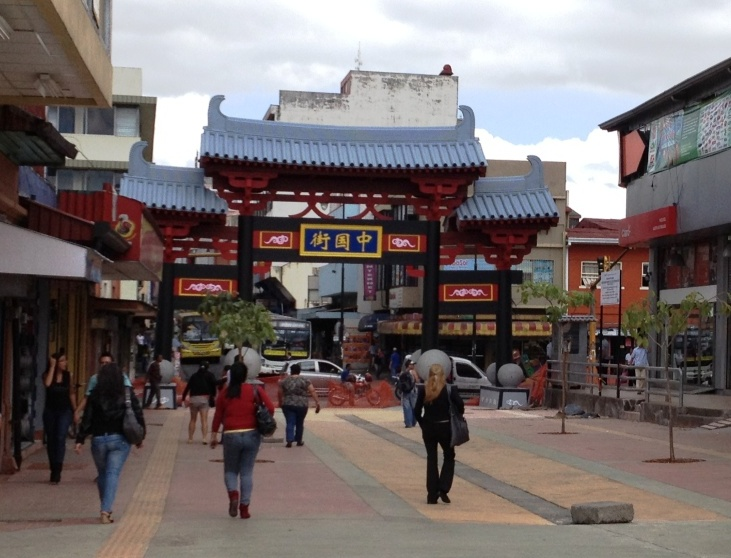
Chinese buurt van San José

In 2011 woonden naar schatting 45.000 Chinezen in Costa Rica. Ze hebben veel invloed op de cultuur en politiek van het land. In Costa Rica is de op een na grootste Chinese gemeenschap van Centraal-Amerika te vinden.
Jaarlijks komen er dertig tot veertig Chinese uitwisselingsstudenten naar het land. Sinds 2007 heeft Costa Rica haar diplomatieke banden met Republiek China verbroken en de Volksrepubliek China erkend als China. Het is tot nu toe de enige Centraal-Amerikaanse staat die de Republiek niet meer erkent.

## Geschiedenis
In 1855 kwamen de eerste Chinese migranten het land binnen. Ze kwamen uit de Zuid-Chinese stad Guangzhou en hun aantal bedroeg zevenenzeventig. Ze werkten aan de bouw van de Panamaspoorlijn. Een deel werkte daarna op een boerderij en een ander deel bouwde huizen voor Duitse immigranten. Tussen 1859 en 1863 verbood de regering van José María Montealegre Fernández immigratie van zwarte en Aziatische mensen. Europese migranten werden bevoordeeld.
De eerste Chinese immigranten kwamen over zee via de Stille Oceaan naar de haven van Puntarenas. Er ontstond in deze stad een Chinese gemeenschap. José Chen Apuy van Zhongshan wordt gezien als de stichter ervan. Hij kwam in 1873 aan in de stad. De stad was een zo bekende vestigingsplaats van overzeese Chinezen dat men in China dacht dat de naam van de stad de naam van het land was.
In de jaren zeventig van de 20e eeuw kwam een tweede migratiegolf. Deze Chinezen kwamen vooral uit Taiwan en zagen Costa Rica als een tussenstop om uiteindelijk naar Canada of Amerika te kunnen migreren.
De meeste Chinese migranten zijn Kantonezen en een deel van de migranten is Taiwanees. Veel mannen trouwden met autochtone vrouwen en spraken een vorm van Kantonees. De meeste nakomelingen van deze eerste generatie Chinezen spreken geen Kantonees meer.
In februari 2013 verbraken 52 (Chinese) koks het wereldrecord nasi roerbakken. Er werd zes uur geroerbakt en het resultaat was 1345,5 kg nasi.

## Bekende Chinese Costaricanen
- Franklin Chang-Diaz, astronaut
- Eduardo Li, president van de Costa Ricaanse voetbalfederatie
- Cheng Siu Chung, oud-voetballer en nu voetbalcoach in Hong Kong
- Harry Shum, Jr., acteur

## Chinese tempels in Costaricanen
- Templo Budista Fu Hui/I.B.P.S. Costa Rica (Foguangshan)[4][5][6]
- Templo Shaolin[7]